# العلاقات الكويتية الغابونية
العلاقات الكويتية الغابونية، هي العلاقات الخارجية بين الكويت والغابون. في عام 2009 عقد رئيس مجلس الوزراء الشيخ ناصر المحمد أثناء جولته الأفريقية مذكرة بشأن إقامة المشاورات الثنائية بين وزارتي خارجية البلدين، كما عُقد اجتماعاً لتطوير العلاقات الثنائية ما بين البلدين، كما بعث سمو أمير البلاد الشيخ صباح الأحمد في عام 2013 برقية تعزية إلى رئيس جمهورية الغابون، عبر سموه فيها عن خالص تعازيه وصادق مواساته بوفاة شقيقه.